# Enquête sur l'industrie du taxi
 (juillet 2023).
 (décembre 2019).
L'enquête sur l'industrie du taxi, également connue sous le nom d'enquête Fels, a été autorisée en 2011 au sein de l'industrie du taxi et des services de taxi dans l'État de Victoria, en Australie, par la Commission des services de taxi. Cette enquête fut dirigée par le professeur Allan Fels (ancien chef de la Commission australienne de la concurrence et de la consommation)  assisté par le Dr David Cousins.

## Enquête de 2011
L'enquête a débuté le 28 mars 2011 sous l'impulsion du premier ministre du Victoria, Ted Baillieu. Selon Baillieu, les principaux problèmes liés à l'industrie du taxi dans l'état étaient les suivants :
- Une satisfaction client insuffisante, avec une nette diminution au cours des cinq à six dernières années ;
- La sécurité pour les clients et les conducteurs ;
- Un soutien inadéquat aux conducteurs ;
- Un nombre élevé de conducteurs peu qualifiés et insuffisamment informés ;
- Un taux élevé de rotation des conducteurs entraînant une pénurie de conducteurs expérimentés ;
- Une structure complexe de propriété et de gestion ;
- Un manque de concurrence ;
- Une trop grande partie des recettes de l'industrie n'est pas destinée aux fournisseurs de services (c'est-à-dire aux chauffeurs et aux exploitants)[1].

### Objectif et déroulement de l'enquête
Le premier ministre Ted Baillieu a annoncé que le professeur Fels serait chargé d'étudier tous les aspects de l'industrie du taxi en 2011.

« Baillieu, 28 mars 2011 »

— La structure et la réglementation actuelle de l'industrie du taxi sont en plein échec. En effet, elle a montré un manque de responsabilisation des principaux acteurs de l'industrie en matière de taxi sur le terrain. Ces questions sont de longue date et profondément enracinées et le gouvernement de coalition a la responsabilité d'améliorer le niveau de service aux clients qui utilisent l'industrie du taxi.
Le Premier ministre a annoncé que la réforme de l'industrie du taxi du Victoria se déroulerait en deux étapes. Dans la première phase, l'enquête Fels s'est penchée sur les questions de service, de sécurité et de concurrence au sein de l'industrie du taxi de l'époque victorienne. Ensuite, dans une seconde phase, une Commission des services de taxi prendrait en charge le rôle de régulateur de l'industrie, en lui fournissant les pouvoirs et les outils nécessaires pour réformer l'industrie du taxi.
Il a également été précisé que l'organisme de régulation actuel de l'industrie du taxi (connu en anglais sous le nom de Victorian Taxi Directorate ou VTD, et en français sous le nom de Direction des Taxis Victoriens ou DTV) continuerait à fonctionner normalement jusqu'à la création du nouveau Conseil. Au cours de la deuxième phase, le personnel et les ressources de la DTV seraient transférés vers le nouvel organisme, à mesure que ce dernier prendrait en charge son rôle de régulateur.

### Termes de référence
Le mandat de l'enquête sur l'industrie du taxi 2011 avait pour objectif d'examiner le secteur et son rendement en se basant sur les faits suivants : 
- L'importance accordée à la clientèle et au service ;
- La sécurité pour les clients et les conducteurs ;
- Le soutien et la formation des conducteurs ;
- L'intégration avec d'autres formes de transport public ;
- Le cadre réglementaire axé sur les résultats ;
- La création d'un marché efficace favorisant la compétitivité ;
- Le développement économique, environnemental et social.

L'objectif global de l'enquête était d'apporter des améliorations majeures et durables aux services, à la sécurité et à la concurrence dans l'industrie des taxis et des voitures de location de Victoria. L'enquête devait être exhaustive et prendre en compte tous les services de transport à la demande, y compris les taxis et les voitures de location (comme mentionné précédemment), en mettant particulièrement l'accent sur les résultats en matière de service.
Des rapports au ministre des Transports Publics sont faits ainsi qu'un rapport final et des recommandations portant en particulier sur les éléments suivants :
- La pertinence de la structure de l'industrie du taxi, y compris la responsabilisation des participants de l'industrie, en mettant particulièrement l'accent sur les influenceurs commerciaux, les titulaires de permis, et l'amélioration des services aux clients ;
- La prestation des services et les conditions des employés, notamment les conditions de travail, la formation, les normes, et la rémunération des chauffeurs, et comment ces éléments contribuent aux normes et aux résultats du service ;
- La concurrence dans le secteur, en mettant l'accent sur l'intégration verticale, les pratiques anticoncurrentielles, et les incitations à l'innovation ;
- Les effets de la réglementation, notamment en ce qui concerne l'entrée sur le marché du taxi par le biais de numéros de licence plafonnés, du contrôle des prix, et des arrangements de fixation des tarifs des taxis, et comment ceux-ci influent sur le service à la clientèle et l'innovation ;
- Le rendement du programme de taxis polyvalents et des taxis accessibles aux fauteuils roulants, en offrant des services aux personnes handicapées et à un large panel de personnes défavorisées en termes de mobilité ;
- Le rôle actuel des taxis, des voitures de location, et d'autres services de transport à la demande dans un système de transport intégré, en mettant l'accent sur le rôle de ces services dans l'inclusion sociale ;
- Les options de réforme, y compris l'analyse comparative des normes de sécurité et de service, des solutions législatives et administratives appropriées fondées sur le marché, et les progrès en matière de technologie de communication qui peuvent être exploités, afin de faciliter l'amélioration de la sécurité, du service, et de la performance environnementale ;
- Le modèle réglementaire et de service approprié pour la réglementation et l'exploitation à long terme de l'industrie, axé sur les résultats des services ;
- L'évaluation, l'observation, et le compte rendu d'autres modèles et de nouvelles approches dans les secteurs des taxis et des voitures de location en Australie et à l'étranger ;
- Les arrangements transitoires entre les dispositions réglementaires de service actuelles et le modèle recommandé.

## État de la question dans l'industrie
Le 12 mai 2011, l'enquête a publié un document intitulé Setting the Scene (mettre en scène), énonçant le contexte de l'enquête et qui soulève un certain nombre de questions au sujet de la performance et de l'état de l'industrie du taxi de Victoria .
Le journal Herald Sun annonce le 12 mai 2011 qu'il y a des problèmes majeurs avec la performance des services de taxi à Melbourne sous le titre « La satisfaction des clients à l'égard des services de taxi de Melbourne atteint un creux historique ». Le journal The Age a publié un rapport similaire le 13 mai 2011.

## Base législative
Le gouvernement de Victoria a présenté un projet de loi au début de juin 2011 pour soutenir l'enquête Fels. Ce projet de loi visait notamment à accorder un pouvoir légal à la Commission des services de taxi afin d'assurer une séparation organisationnelle claire dans le cadre de l'enquête et de lui conférer les pouvoirs nécessaires pour obtenir des informations et rendre compte au gouvernement.

### Les effets de la législation
La loi qui en a résulté a instauré la Commission des services de taxi comme organisme corporatif en vertu de la Loi de 2010 sur l'intégration des transports, aux côtés d'autres organismes centraux du transport. Cette loi comprend quatre volets distincts. Dans la première étape, la Commission mène une enquête approfondie, à savoir l'enquête sur l'industrie du taxi. Les parties 2 et 3 définissent les deux principales étapes de la Commission.

## Ampleur des objectifs de la réforme
Allan Fels a averti que l'industrie du taxi requérait un examen très approfondi sur les questions fondamentales concernant la manière dont l'ensemble du système fonctionne.
« Il ne s'agit pas seulement de corriger le système avec un peu de réglementation ou de modification », a-t-il dit « Nous devons nous pencher sur une industrie qui ne fonctionne pas bien [structurellement], de façon systématique ».
Allan Fels a déclaré que le document de l'enquête intitulé "Setting the Scene" avait reçu plus de 140 mémoires, dont 40 provenaient de personnes handicapées. Il a également souligné un sentiment de mauvais services de taxi en Victoria. Par conséquent, selon lui, l'enquête examinerait le coût actuel d'un permis de taxi - actuellement d'environ 200 000 $[Information douteuse] - et si cela permettait un accès suffisant à l'industrie.

L'organisme de réglementation de l'industrie, la DTV, « est également dans une mauvaise phase » 

« Tout le système de réglementation est à l'ordre du jour et il est également vrai que le gouvernement a déjà légiféré pour mettre en place une Commission des services de taxi qui entrera en jeu après notre rapport »

, a t-il déclaré. « Le VTD est actuellement un organisme de réglementation distinct que nous examinons parce que la réglementation fait partie de l'ensemble des problèmes ».

## Réaction de l’industrie
L'association Victorienne de Taxi  (AVT), qui représente les réseaux de taxis et les opérateurs, a indiqué que ce dernier était un « support pour une enquête, mais pas une inquisition ». Le directeur général de la AVT a commenté que« ... si l'enquête doit être d'une valeur quelconque, il doit examiner le VTD / DOT (la Direction des Taxis Victoriens et le ministère des Transports tiré de l'anglais "Department of Transport"), aller de l'avant, garder les choses simples et la production axée (plutôt que le processus axé), s'occuper des participants de l'industrie, et de respecter ceux qui ont construit l'industrie - et Bingo, le public sera mieux loti ». Toutefois, le chef de l'enquête sur l'industrie du taxi, le professeur Allan Fels, a fait remarquer qu'il s'agit d'une industrie comme les autres qui est là pour servir un client et non pour « desservir l'industrie ».

## Problèmes liés au système de paiement Cabcharge
Une des caractéristiques controversées de l'industrie du taxi en Australie est l'influence de Cabchage. L'enquête a examiné cette question et la compagnie a fait l'objet de plusieurs observations de la part du professeur Fels depuis le début de l'enquête.
Le système de paiement des comptes Cabchage a été mis en place en 1976 pour fournir un moyen de payer les taxis dans toute l'Australie et autres pays participants. Ses principales activités comprennent désormais la technologie, les paiements de taxis et d'importantes acquisitions dans l'industrie australienne des autobus par l'intermédiaire de ComfortDelGro.
Les activités de l'entreprise sont parfois controversées et elle a parfois fait l'objet de critiques de la part d'enquêtes et d'organismes de réglementation. Cabchage a fait l'objet de récentes procédures devant la Cour fédérale au sujet de pratiques anticoncurrentielles présumées et a fait l'objet d'un règlement record de 15 millions de dollars pour ces comportements,. La compagnie est également confrontée à des critiques concernant la surtaxe de 10% qu'elle impose sur les tarifs payés par carte. Ce dernier fait actuellement l'affaire d'étude par la Banque de réserve d'Australie,.

### Cabcharge
Cabcharge exploite des autobus et des autocars en Nouvelle-Galles du Sud  ainsi qu'au Victoria grâce à la participation de l'entreprise ComfortDelGro (CDC), qui détient 49 % des parts de Cabcharge. Cabcharge s'occupe également de la réparation et de l'installation de l'équipement dans les véhicules, de la gestion de l'assurance, de la location de véhicules et de la formation des chauffeurs.
Activités basées sur le progiciel Cabcharge :
- Installation de comptes de charge de tiers pour les entreprises et les particuliers, permettant ainsi le paiement par carte bancaire des taxis ;
- Système de point de vente qui permet aux utilisateurs de taxis de payer en utilisant des comptes de tiers, des cartes de crédit ou de débit, ainsi que des produits Cabcharge. Ce système impose aux clients une surtaxe de 10 % . [16] ;
- Services de réservation et de répartition des taxis via un réseau en ligne[19].
- Systèmes de caméras de sécurité pour les taxis, les compteurs et l'équipement de traitement de transactions.

#### Concernant les activités de Cabcharge
Les activités commerciales de Cabcharge ont parfois été controversées et l'entreprise fait régulièrement face à des accusations de charge excessive ou de pratiques anticoncurrentielles. La société a récemment fait l'objet de procédures judiciaires et d'un règlement important découlant de ces comportements.
Cabcharge engendre des coûts liés aux transactions, à la production de cartes et d'autres produits, à l'entretien des taxis, à l'administration, à la sécurité et à la lutte contre la fraude, à la fourniture de relevés et à la formation des conducteurs. Cependant, cette situation permet également à la compagnie d'exercer un contrôle considérable et anticoncurrentiel sur la plupart de l'industrie australienne du taxi, tout en poursuivant des activités lucratives.
L'entreprise a été critiquée pour la surtaxe de 10 % qu'elle perçoit sur les tarifs de taxi lors des paiements par carte, ainsi que pour son comportement anticoncurrentiel général sur les autres acteurs de l'industrie; La taxe de 10 % est en 2011 examinée par la Banque de Réserve de l'Australie.
Les représentants des principaux opérateurs avec cartes de crédit Visa et MasterCard :

« Porte-parole des visas, Adam Wand »

— D'après les données de la Banque de réserve, les taxis payaient plus de dix fois la moyenne des « frais d'affaires » facturés par les banques, et cinq fois plus que la taxe moyenne facturée par les revendeurs. Les surfacturations de l'ordre de 10 % sont tout simplement excessives et bien au-dessus du coût d'acceptation d'une carte Visa. C'est certainement plus de 10 fois le coût moyen publié par la Banque de réserve.

« David Masters, responsable de la stratégie chez MasterCard »

— Il n'y a « par aucun moyen » de traitement des cartes de crédit cela puisse induire à Cabcharge 10 % d'un tarif. Je ne sais pas comment ils peuvent le justifier. Il ne fait aucun doute qu'il s'agit de réduire leurs résultats [financiers imposables], plutôt que de refléter le coût de la transaction.
Dans un article paru dans le journal Victoria's Herald Sun, John Legge a noté que les clients de cet État payaient au moins 350 millions de dollars en frais de taxi avec des cartes bancaires[réf. souhaitée], pour lesquelles 95 % des taxis de Victoria utilisent le système Cabcharge ; la Commission Australienne de la Concurrence et de la Consommation (CACC) a pénalisé Cabcharge de 15 millions de dollars pour avoir abusé de sa domination de l'industrie[Quand ?].
Les données de la Banque de réserve montrent que les banques facturent alors aux commerçants des frais moyens de 0,81 % pour traiter les paiements par Visa ou MasterCard, tandis que les frais moyens transmis par le commerçant aux clients sont de 1,9 % pour la carte Visa et de 1,8 % pour la MasterCard.